# Blakesburg (Iowa)
Blakesburg est une ville, du comté de Wapello, en Iowa, aux États-Unis. Elle est fondée en 1852.

## Source de la traduction
- (en) Cet article est partiellement ou en totalité issu de l’article de Wikipédia en anglais intitulé « Blakesburg, Iowa » (voir la liste des auteurs).